# دویی توشیکاتسو
دویی توشیکاتسو ((به ژاپنی: 土井 利勝 Doi Toshikatsu); ۱۹ آوریل ۱۵۷۳ – ۱۲ اوت ۱۶۴۴) سامورایی و یکی از مشاوران ارشد دومین شوگون‌سالاری توکوگاوا، توکوگاوا هیده‌تادا اهل ژاپن بود.